# Pablo Morales (Schwimmer)
Pedro Pablo Morales (* 5. Dezember 1964 in Chicago) ist ein ehemaliger US-amerikanischer Schwimmer.
Er gewann bei den Olympischen Spielen 1984 in Los Angeles eine Gold- und zwei Silbermedaillen. Über 100 m Schmetterling wurde er Zweiter hinter Michael Groß, über 200 m Lagen war er gegen Alex Baumann machtlos, der in Weltrekordzeit gewann. Seinen ersten Olympiasieg konnte er schließlich mit der 4 × 100-m-Lagenstaffel erringen.
Zwei Jahre später konnte er über 100 m Schmetterling Gold bei den Schwimmweltmeisterschaften gewinnen.
Bei den Olympischen Spielen 1992 in Barcelona wurde er über 100 m Schmetterling und mit der 4 × 100-m-Staffel Olympiasieger.
Nach seiner Karriere als Schwimmer wurde er Schwimmtrainer. Im Jahr 1998 wurde er in die Ruhmeshalle des internationalen Schwimmsports aufgenommen.